# 让-保罗·萨特-西蒙娜·波伏娃广场

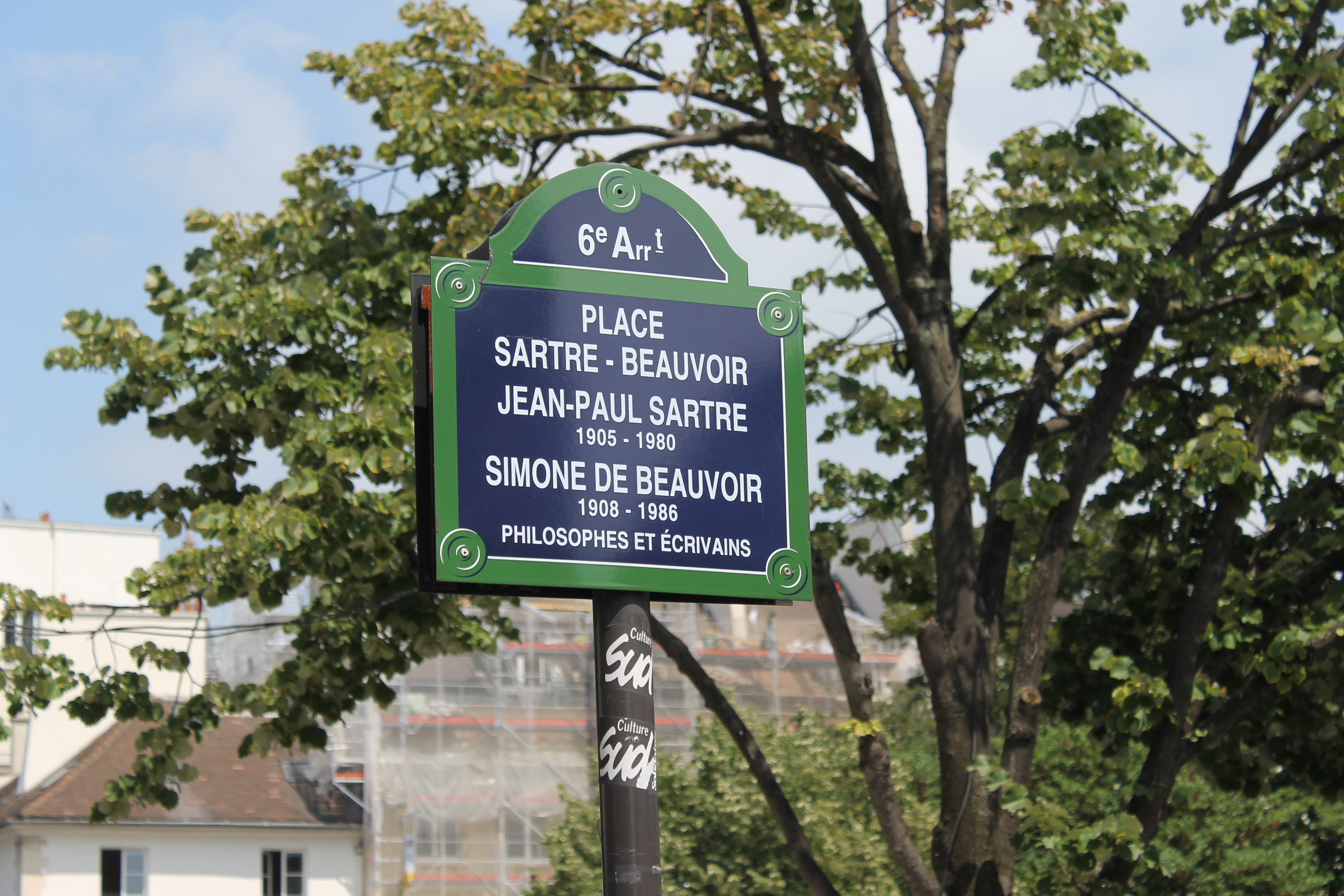

让-保罗·萨特-西蒙·波娃广场（Place Jean-Paul-Sartre-et-Simone-de-Beauvoir）是巴黎第六区的一个广场，位于圣日耳曼大道的149号与170号之间，rue de Rennes路口，圣日耳曼-德佩广场(place Saint-Germain-des-Prés)。附近的地铁站是圣日耳曼-德佩站。

## 名称
让-保罗·萨特-西蒙·波娃广场得名于哲学家让-保罗·萨特和西蒙娜·波伏娃。他们住在附近的波拿巴路42号，常光临此处的双叟咖啡馆（café Les Deux Magots）。

## 历史
2000年，巴黎市议会决议将此处命名为让-保罗·萨特-西蒙娜·波伏娃广场。